# Lingeard
Lingeard település Franciaországban, Manche megyében. Lakosainak száma 88 fő (2022. január 1.). Lingeard Saint-Michel-de-Montjoie, Le Mesnil-Gilbert, Perriers-en-Beauficel, Saint-Pois és Juvigny les Vallées községekkel határos.

## Népesség
A település népességének változása:
| Lakosok száma | 147  | 119  | 115  | 83   | 82   | 80   | 82   | 86   | 87   | 88   |
|               | 1968 | 1982 | 1990 | 2006 | 2013 | 2015 | 2017 | 2019 | 2020 | 2022 |